# Holotrichia tarsalis
Holotrichia tarsalis är en skalbaggsart som beskrevs av Zhang 1964. Holotrichia tarsalis ingår i släktet Holotrichia och familjen Melolonthidae. Inga underarter finns listade i Catalogue of Life.